# Elecciones estatales de Renania-Palatinado de 2001

Escaños — SPD en rojo, Verdes en verde, FDP en amarillo, CDU en negro

La elección del estado de Renania-Palatinado en 2001 (Alemania) se celebró el 25 de marzo, al mismo tiempo con las elecciones estatales en Baden-Württemberg. El ganador de las elecciones fue el SPD, que fue capaz de continuar fortaleciendo la coalición social-liberal.

## Antecedentes
Desde 1991, gobernaba en Renania-Palatinado una coalición social-liberal del SPD y el FDP, desde 1994 con Kurt Beck (SPD) como primer ministro.

## Resultados
| Partido | Partido                                   | Votos     | %      | Escaños | %      |
| ------- | ----------------------------------------- | --------- | ------ | ------- | ------ |
|         | Partido Socialdemócrata de Alemania (SPD) | 820,610   | 44.7%  | 49      | 48.5%  |
|         | Unión Demócrata Cristiana (CDU)           | 647,238   | 35.3%  | 38      | 37.6%  |
|         | Partido Democrático Liberal (FDP)         | 143,427   | 7.8%   | 8       | 7.9%   |
|         | Alianza 90/Los Verdes (GRÜNE)             | 95,567    | 5.2%   | 6       | 5.9%   |
|         | Votantes Libres (FWG)                     | 46,549    | 2.5%   | 0       | 0.0%   |
|         | Die Republikaner (REP)                    | 44,586    | 2.4%   | 0       | 0.0%   |
|         | Otros                                     | 35,869    | 2.0%   | 0       | 0.0%   |
| Total   | Total                                     | 1,833,846 | 100.0% | 101     | 100.0% |